# Basi (ort i Indien, Punjab, Fatehgarh Sahib)
Basi är en ort i Indien.   Den ligger i distriktet Fatehgarh Sahib och delstaten Punjab, i den norra delen av landet, 240 km norr om huvudstaden New Delhi. Basi ligger 275 meter över havet och antalet invånare är 18 591.
Terrängen runt Basi är mycket platt. Runt Basi är det tätbefolkat, med 442 invånare per kvadratkilometer. Närmaste större samhälle är Sirhind, 5,3 km söder om Basi. Trakten runt Basi består till största delen av jordbruksmark.